# فلسفة الانتحار

في الأخلاقيات والفروع الأخرى من علم الفلسفة يطرح موضوع الانتحار العديد من التساؤلات والتي يجاب عليها بطريقة مختلفة من قبل فلاسفة مختلفين.

## روابط خارجية
- Stanford Encyclopedia of Philosophy – suicide
- Paterson, Craig, "A History of Ideas Concerning Suicide, Assisted Suicide and Euthanasia"
- Video lectures from جامعة ييل delivered by شيلي كاغان (requires أدوبي فلاش) from www.videolectures.net:
  - Suicide, Part I: The Rationality of Suicide
  - Suicide, Part II: Deciding Under Uncertainty
  - Suicide, Part III: The Morality of Suicide